# Elvia Reyes
Elvia Reyes (sinh ngày 12 tháng 6 năm 1956) là một tay đấm người Honduras. Bà đã tham gia nội dung foil cá nhân nữ tại Thế vận hội Mùa hè 1992.